# چالئو یوویدیا
چالئو یوویدیا (تایلندی: เฉลียว อยู่วิทยา؛ ۱۷ اوت ۱۹۲۳ – ۱۷ مارس ۲۰۱۲) کارآفرین و سرمایه‌دار اهل تایلند بود.